# Liste des maires de Nogent-sur-Marne

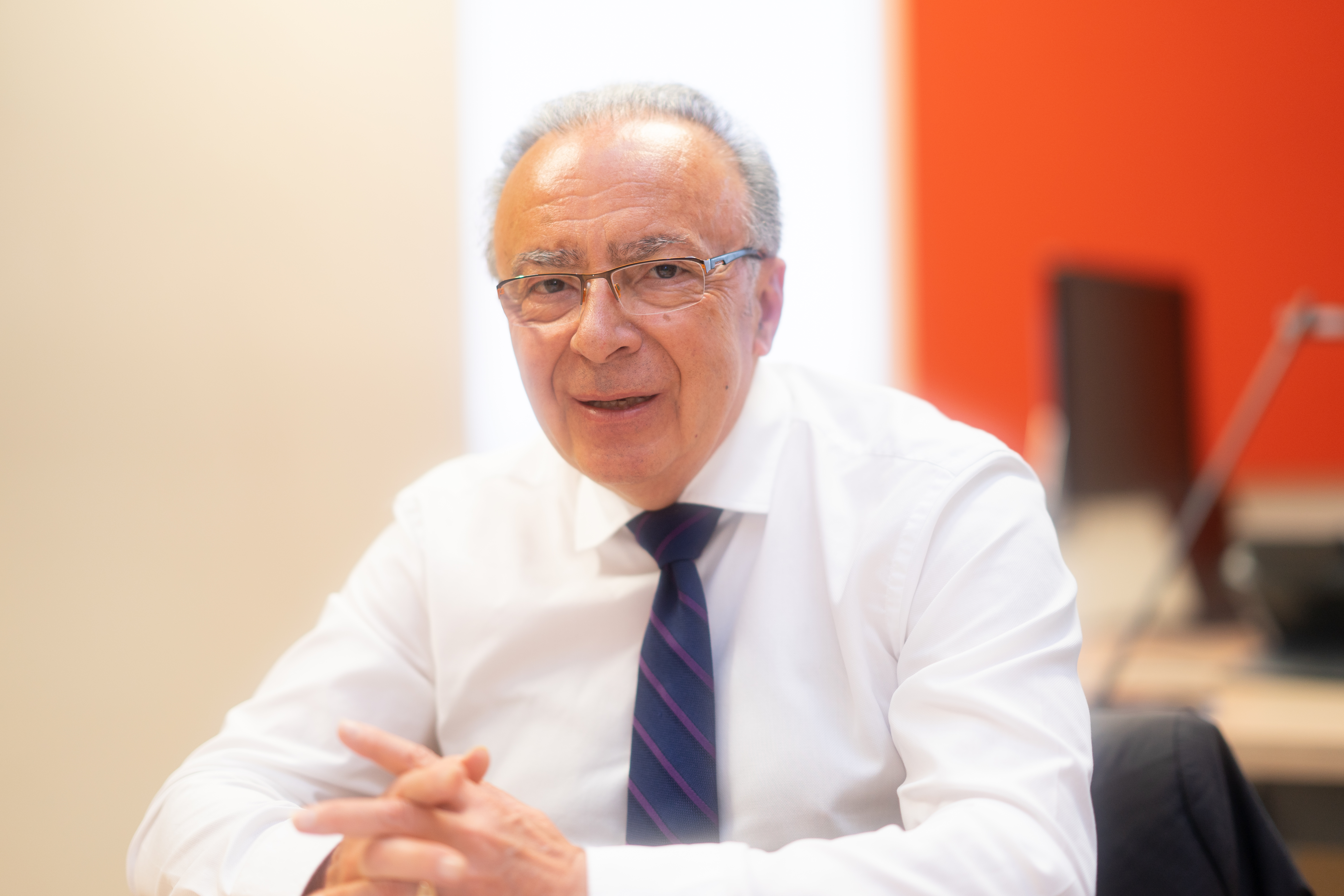
Jacques J.P. Martin, maire de Nogent-sur-Marne depuis le 18 mars 2001

## Liste des maires
| Période | Période  | Identité                                                              | Étiquette | Qualité                                                                   |
| ------- | -------- | --------------------------------------------------------------------- | --------- | ------------------------------------------------------------------------- |
| 1787    | 1789     | Jean-Baptiste Rameau                                                  |           |                                                                           |
| 1789    | 1789     | Saturnin Montmartre                                                   |           |                                                                           |
| 1789    | 1790     | Denis Merillon                                                        |           |                                                                           |
| 1790    | 1791     | Jean-Baptiste Diot                                                    |           |                                                                           |
| 1791    | 1793     | Claude Delvincourt                                                    |           |                                                                           |
| 1793    | 1794     | Alexandre Dudoit                                                      |           |                                                                           |
| 1794    | 1794     | François Lequesne                                                     |           |                                                                           |
| 1794    | 1794     | Louis Lahennier                                                       |           |                                                                           |
| 1794    | 1795     | François Lequesne                                                     |           |                                                                           |
| 1795    | 1795     | Alexandre Dudoit                                                      |           |                                                                           |
| 1795    | 1797     | Nicolas Cury                                                          |           |                                                                           |
| 1797    | 1798     | Jean-Baptiste Coiffier                                                |           |                                                                           |
| 1798    | 1799     | Alexandre Dudoit                                                      |           |                                                                           |
| 1799    | 1799     | Charles-Laurent Parvy                                                 |           |                                                                           |
| 1799    | 1800     | Alexandre Dudoit                                                      |           |                                                                           |
| 1800    | 1800     | Monsieur Girard                                                       |           |                                                                           |
| 1800    | 1808     | Charles-Laurent Parvy                                                 |           | Ancien maire de La Branche-du-Pont-de-Saint-Maur (act. Joinville-le-Pont) |
| 1808    | 1816     | Léonard Loubet                                                        |           |                                                                           |
| 1816    | 1819     | Joseph-Marie de Gerando                                               |           | Pair de France, Baron de l'Empire, Vice-président du Conseil d'état       |
| 1819    | 1826     | Thimothée Lucé                                                        |           |                                                                           |
| 1826    | 1830     | Louis Breton                                                          |           |                                                                           |
| 1830    | 1831     | Louis Saussaye                                                        |           |                                                                           |
| 1831    | 1834     | -                                                                     |           |                                                                           |
| 1834    | 1848     | Antoine Louis René Prosper Bauyn De Perreuse                          |           |                                                                           |
| 1848    | 1848     | Louis Pommeret                                                        |           | En intérim à la suite de la révolution de 1848                            |
| 1848    | 1868     | Antoine Louis René Prosper Bauyn De Perreuse                          |           |                                                                           |
| 1869    | 1869     | Louis Roy                                                             |           |                                                                           |
| 1869    | 1871     | Benoist François André dit Pontier, Chevalier de la Légion d'honneur. |           |                                                                           |
| 1871    | 1875     | Louis Joseph Lemancel                                                 |           |                                                                           |
| 1875    | 1878     | Achille Victor Leprince                                               |           |                                                                           |
| 1879    | 1880     | Ernest Anquetil                                                       |           |                                                                           |
| 1881    | 1884     | Marius Adrien François Baudard                                        |           |                                                                           |
| 1884    | 1886     | Benjamin Boesinger                                                    |           |                                                                           |
| 1886    | 1893     | Charles Pimbel                                                        |           |                                                                           |
| 1893    | 1907     | Émile Husson                                                          |           |                                                                           |
| 1907    | 1919     | Émile Brisson                                                         |           |                                                                           |
| 1919    | 1942     | Pierre Champion                                                       | Modéré    |                                                                           |
| 1942    | 1944     | Georges Brobecker                                                     |           |                                                                           |
| 1944    | 1945     | Georges Charles Vilbert                                               |           |                                                                           |
| 1945    | 1947     | Pierre Chapel                                                         | DVD ?     |                                                                           |
| 1947    | 1959     | Charles Léon Gabriel Jobelin                                          | RPF       |                                                                           |
| 1959    | 1995     | Roland Nungesser                                                      | RPR       | Député et Conseiller Général du Val de Marne                              |
| 1995    | 2001     | Estelle Debaecker                                                     | UDF       | Conseillère Régionale d'Île de France                                     |
| 2001    | En cours | Jacques J. P. Martin                                                  | UMP       | Conseiller Général du Val de Marne                                        |

## Pour approfondir